# Хавеман, Роберт
Роберт Хавеман (нем. Robert Havemann; 11 марта 1910 года, Мюнхен, Германия — 9 апреля 1982 года, Грюнхайде, Германия) — немецкий химик, диссидент, антифашист, член движения Сопротивления во время Второй мировой войны, член организации «Красная капелла».

## Биография

### Семья и образование
Роберт Хавеман был сыном педагога и писателя Ганса Хавемана (псевдоним Ян ванн Механ) и художницы Элизабет фон Шёнфельдт.
В 1929 году он начал изучать химию в Мюнхене, в 1931 году переехал в Берлин и здесь в 1933 году завершил своё образование. В 1935 году получил докторскую степень в университете Фридриха-Вильгельма в Берлине. За год до этого события женился на Антье Хазенклевер, с которой в 1947 году развелся. Два года спустя снова женился на Карин фон Троте, но и этот брак закончился разводом в 1966 году. От этого брака он имел трёх детей: Франка (р. 1949), Флориана (р. 1952) и Сибиллу (р. 1955, двое детей с Вольфом Бирманом). 26 апреля 1974 года Роберт Хавеман женился в третий раз на Аннедоре Графе.

### Участие в движении Сопротивления
В 1933 году приступил к исследованию коллоидов и защитил диссертацию на тему Ideale und reale Eiweißlösungen. Его научным оппонентом был Герберт Фрейндлих. После захвата нацистами власти в Германии Хавеман, член Коммунистической партии Германии с 1932 года, присоединился к группе сопротивления Neu Beginnen («Новое Начало»). В конце 1933 года он был уволен из Института кайзера Вильгельма по физической химии и электрохимии. Благодаря DFG-стипендии в 1935 году защитил докторскую физико-химическую диссертацию в Берлине. Затем с 1937 по 1943 год работал над исследованием ядовитых газов по заказу Управления армейской артиллерии.
В 1943 году основал группу борцов сопротивления «Европейский союз», в которой состоял Вальер Каро. Через племянника Вольфганга Хавемана поддерживал связь с Арвидом Харнаком и другими членами «Красной капеллы». В 1943 году был арестован гестапо, и в том же году Народный суд признал его виновным в «государственной измене» и приговорил к высшей мере наказания. Из-за участия в важном для армии проекте по просьбе высокопоставленных военных получил отсрочку исполнения приговора до конца войны. Его поместили в Бранденбургскую тюрьму, где он продолжил заниматься научными исследованиями. 27 апреля 1945 года Роберт Хавеман был освобожден наступавшими войсками Красной Армии.

### Научная деятельность до 1965 года
В 1945 году он получил место директора Института кайзера Вильгельма по физической химии и электрохимии в Берлин-Далеме. В следующем году вступил в Социалистическую единую партию Германии (SED). В июне 1947 года со стороны властей американской оккупационной зоны, возглавлявшийся им институт получил поддержку и финансирование, став частью фонда «Немецкой научно-исследовательской Академии Берлин-Далем». Однако через несколько месяцев по инициативе американской стороны Роберт Хавеман был уволен с должности директора института, хотя ему позволили сохранить за собой свой отдел научных исследований. В январе 1950 года из-за агитации против испытаний водородной бомбы, проводившихся США, его выслали из американской зоны оккупации. В том же году он был назначен директором Института физической химии в Университете имени Гумбольдта в Восточном Берлине в звании профессора физической химии.
С 1946 по 1963 год сотрудничал с КГБ СССР, Министерством государственной безопасности и военной разведки ГДР. Он выступал в роли «секретного осведомителя» (кодовое имя «Лайтц») в 62 встречах с чиновниками ведомства, передав им более 140 фрагментов информации, в том числе записи 19 личных встреч. Об этом говорится в исследовании, опубликованном в 2005 году Федеральным агентством по делам Государственной службы безопасности бывшей Восточной Германии. В своих донесениях он сообщал органам безопасности о настроениях научного сообщества в ГДР, выдавая имена тех, кто собирался бежать в ФРГ.
До 1963 года был членом Собрания народных депутатов ГДР и в 1959 году получил Государственную премию II степени. С 1950 года был членом Немецкого комитета защиты мира (Совета мира ГДР) и вместе с Геральдом Гёттингом в январе 1960 года в Габоне встречался с Альбертом Швейцером.

### Исключение из СЕПГ в 1964 году
Во время зимнего семестра 1963—1964 года в Университете имени Гумбольдта Роберт Хавеман прочитал курс лекций по научно-философским вопросам, позднее собранных в сборник «Диалектика без догм». Его лекции были изданы в ФРГ вместе с критическим интервью ученого газете. 12 марта 1964 года на внеочередном общем собрании организации SED в Восточном Берлине было принято решение об исключении Роберта Хавемана из партии за то, что он «под флагом борьбы против догматизма он отошел от линии марксизма-ленинизма» и «изменил делу рабочих и крестьян».
Государственный секретариат по высшему и среднему специальному образованию ГДР в тот же день уволил его с занимаемой должности преподавателя. Против ученого-диссидента поднялась травля в обществе, подогреваемая местными средствами массовой информации.

### Домашний арест и смерть
С 1965 года Роберту Хавеману запретили работать по профессии. 1 апреля 1966 года он был исключен из Академии наук ГДР. В 1976 году выразил протест против изгнания из ГДР композитора Вольфа Бирмана. Он сделал это в форме открытого письма в адрес Председателя Государственного Совета Эриха Хонеккера. Письмо было опубликовано в ФРГ в журнале Der Spiegel. 26 ноября 1976 года районный суд Фюрстенвальде вынес постановление о заключении ученого под домашний арест в его доме в Грюнхайде. Его дом и члены семьи (а также семья его друга Юргена Фукса), находились под круглосуточным контролем спецслужб. Через три года домашний арест был снят, но наблюдение продолжалось. Спецслужбы представили список из 70 граждан ГДР, которым было отказано в посещении дома Роберта Хавемана. Общение с дипломатами и журналистами также было запрещено.
Кроме того в 1979 году на Роберта Хавемана было открыто уголовное дело в связи с «незаконными валютными операциями». Целью давления на ученого было прекращение его публикаций в прессе ФРГ. В 1982 году, вместе с пастором Райнером Эппелманом он вступил в Berliner Appell, независимое общегерманское движение за мир. Вскоре после этого 9 апреля 1982 года Роберт Хавеман умер. В его похоронах на Лесном кладбище в Грюнхайде приняли участие около 250 человек, которые также были под постоянным наблюдением фотокамер спецслужб. 28 ноября 1989 года Центральная комиссия партийного контроля (ZPKK) SED реабилитировала его посмертно. В 2000 году два бывших прокурора ГДР, заключивших его под домашний арест, были признаны виновными в извращении правосудия и приговорены к тюремному заключению.
В 2006 году Роберту Хавеману посмертно было присвоено звание «Праведник мира» мемориалом «Яд Вашем» за помощь в укрытии евреев во время нацистского режима в Германии и спасении их от депортации на принудительные работы в 1942 году.

### Избранные сочинения
- Werner Theuer: Robert Havemann Bibliographie. Im Auftrag der Robert-Havemann-Gesellschaft. Hrsg. und Anhang Bernd Florath. Akademie, Berlin 2007, ISBN 3-05-004183-8, ISBN 978-3-05-004183-4 (Für die Jahre ab 1945 wird auch eine Auswahl von Sekundärliteratur über H. aufgeführt. Der Anhang enthält bisher unveröffentlichte Texte und Dokumente aus der direkten Nachkriegszeit zur Deutschlandkonzeption R.Hs.)
- Atomtechnik geheim? Hrsg.: Deutsches Friedenskomitee und Kammer der Technik, Berlin 1951
- Franz X. Eder, Robert Rompe (Hrsg.): Einführung in die chemische Thermodynamik. Deutscher Verlag der Wissenschaften, Berlin 1957
- Dialektik ohne Dogma? Naturwissenschaft und Weltanschauung. Rowohlt, Reinbek 1964 (erweiterte DDR-Ausgabe: Hrsg. von Dieter Hoffmann und Hartmut Hecht, Deutscher Verlag der Wissenschaften, Berlin 1990)
- Fragen Antworten Fragen. München, Piper 1970
- Rückantworten an die Hauptverwaltung «Ewige Wahrheiten». Hrsg. Hartmut Jäckel, München, Piper 1971, (erweiterte DDR-Ausgabe: Deutscher Verlag der Wissenschaften, Berlin 1990, 287 S., ISBN 3-326-00628-4)
- Berliner Schriften. Aufsätze, Interviews, Gespräche und Briefe aus den Jahren 1969 bis 1976. Hrsg. von Andreas W. Mytze, europäische ideen, Berlin 1976
- Ein deutscher Kommunist. Rückblicke und Perspektiven aus der Isolation. Hrsg. von Manfred Wilke, Reinbek, Rowohlt 1978
- Warum ich Stalinist war und Antistalinist wurde. Texte eines Unbequemen. Hrsg. von Dieter Hoffmann und Hubert Laitko, Dietz, Berlin 1990, ISBN 978-3-320-01614-2